# Eldhose Paul
Eldhose Paul (ur. 7 listopada 1996 w Ernakulam w Koczinie) – indyjski lekkoatleta specjalizujący się w trójskoku, mistrz igrzysk Wspólnoty Narodów w 2022.
Zajął 9. miejsce w trójskoku na mistrzostwach świata w 2022 w Eugene. 
Zwyciężył w tej konkurencji na igrzyskach Wspólnoty Narodów w Birmingham. 
W roku 2022 został laureatem nagrody Arjuna Award.

## Osiągnięcia
| Rok  | Impreza                    | Miejsce    | Konkurencja | Lokata            | Wynik  |
| ---- | -------------------------- | ---------- | ----------- | ----------------- | ------ |
| 2022 | Mistrzostwa świata         | Eugene     | trójskok    | 9. miejsce        | 16,79  |
| 2022 | Igrzyska Wspólnoty Narodów | Birmingham | trójskok    | 1. miejsce        | 17,03w |
| 2023 | Mistrzostwa świata         | Budapeszt  | trójskok    | el. – 29. miejsce | 15,59  |

## Rekordy życiowe
Rekordy życiowe Paula:
- trójskok – 16,99 m (6 kwietnia 2022, Tenhipalam) / 17,03 m w (7 sierpnia 2022, Birmingham)